# Triatlón de Frómista
El Triatlón de Frómista CPA Services es una carrera que se celebra anualmente en la ciudad de Frómista,  Palencia, España, los últimos días del mes de agosto.

## Historia
En 2015 se realiza la primera edición del triatlón en Frómista, bajo la dirección de Borja Mayordomo y la organización del equipo deportivo Triatlón Frómista con un total de 98 inscritos. Los ganadores fueron Kevin Viñuela en categoría masculina y Elena Diez de la Fuente en la categoría femenina.   
El triatlón fromisteño enseguida coge fama entre los triatletas de más nivel de España y en poco más de 3 años se empareja en nivel de participantes al Campeonato de España. En el año 2019, las 200 plazas se agotan en 48 horas dejando claro que es ya, una referencia en el calendario de muchos deportistas y ofreciendo así un gran espectáculo.
La distancia comenzó siendo en 2015 categoría Sprint pero desde 2018 es triatlón tipo olímpico.
En 2019 se proclamaron campeones, la vasca Gurutze Frades, que poco después del Triatlón Frómista fue 15ª en el IRONMAN Hawai World Championship y 3ª en el IRONMAN Western Australia y el balear Miguel Ángel Figalgo.
En 2020 la edición es suprimida ante la incapacidad de preparar la competición con la normativa vigente derivada de la pandemia mundial de la Covid-19. Tras el año de parón la prueba vuelve al calendario en 2021.
La prueba vuelve a celebrarse con récord de participantes, llegando a 214 inscritos y con mucha más afluencia en cuanto a público se refiere. Un problema en uno de los puentes de la autovía A63 a su paso por Frómista obliga a la organización a acortar el tramo ciclista, haciendo más vueltas para conseguir los kilómetros necesarios. Los ganadores de la prueba son en categoría femenina la catalana y diploma olímpico en 4x100 estilos en Atenas 2004 Sara Pérez y en categoría masculina el valenciano Emilio Aguayo. 
El 17 de diciembre de 2021 la organización publica que en la séptima edición se pasará a Media Distancia y se celebrará el 27 de agosto de 2022 con 1900 metros de natación, 90 kilómetros de ciclismo y 21 kilómetros de carrera a pie. Unas semanas antes de la celebración de la prueba confirma su participación el cinco veces campeón del mundo y plata olímpica, Javier Gómez Noya aunque finalmente no puede competir por una lesión en el bíceps femoral. 

## Edición 2022
Tras el salto a la media distancia la celebración de la prueba se convierte en un éxito tanto de participantes como de público. En categoría masculina se llevó la victoria Pello Osoro haciendo un sector de ciclismo espectacular con un media superior a los 47 km/h. En categoría femenina Gurutze Frades consigue su triplete en Frómista batiéndose en un gran duelo a Helene Alberdi.
A destacar también la participación por primera vez en la prueba fromisteña de los triatletas extranjeros, con dos colombianos y un belga en el top-10 de la categoría masculina.

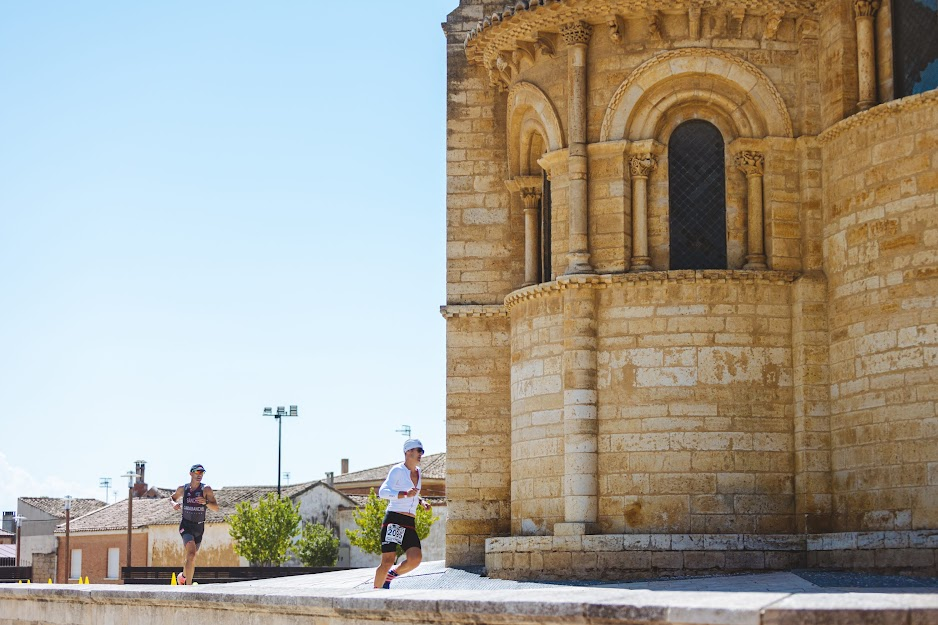
Varios corredores junto a San Martín

## Edición 2023
En el mes de abril la organización anuncia que la prueba pasará a ser puntuable en el ranking internacional de la PTO en la sección Bronze, siendo Frómista, uno de los lugares más pequeños en el mundo en contar con un triatlón puntuable. La competición se celebra el día 26 de agosto con la victoria de Pello Osoro, por tercera vez en Frómista y Marta Sánchez, debutante, en la categoría femenina. Ambos triatletas consiguen superar el record de la prueba.

## Edición 2024
La edición pasa a tener un marcado carácter internacional con varios triatletas internacionales. Debido a las obras de la línea AVE entre Palencia y Santander la organización se ve obligada a cambiar el recorrido aunque sin afectación a los kilómetros totales de la prueba. Además la bosa de premios alcanza el record con una cantidad de 21.000 euros.

## Distancias y Recorridos
Las distancias disputadas en natación, ciclismo y carrera a pie en el Triatlón de Frómista tanto para hombres como para mujeres, han ido cambiando con el paso de los años siendo siempre la natación en el Canal de Castilla y carrera a pie en interior de la villa de Frómista:
| Edición   | Natación | Ciclismo | Trote   |
| 2015      | 750 m    | 22 km    | 5 km    |
| 2016-2017 | 750 m    | 27 km    | 5 km    |
| 2018-2021 | 1.5 km   | 40 km    | 10 km   |
| 2022-2024 | 1.9 km   | 90.1 km  | 21.1 km |

## Palmarés Masculino
| Edición | Año  | Ganador                    | Tiempo  | Segundo                    | Tiempo  | Tercero                   | Tiempo  | Ref    |
| 1°      | 2015 | Kevin Tarek Viñuela        | 0:59:58 | Iván Cáceres López         | 1:01:22 | Javier Senent Ahijón      | 1:02:24 | [ 8 ]  |
| 2°      | 2016 | Ciro Tobar de Urbina       | 1:09:26 | Luis Fernández Tapico      | 1:10:06 | Oscar Lucas Barrios       | 1:10:39 | [ 9 ]  |
| 3°      | 2017 | Pello Osoro Gutiérrez      | 1:07:20 | Aimar Agirresarobe Lizarra | 1:07:36 | Emilio Monagas Reigadas   | 1:08:32 | [ 10 ] |
| 4°      | 2018 | Luis Miguel Sánchez Rosado | 1:47:41 | Pello Osoro Gutiérrez      | 1:48:12 | Peru Alfaro San Ildefonso | 1:48:52 | [ 11 ] |
| 5°      | 2019 | Miguel Ángel Fidalgo       | 1:46:08 | Rubén Ruzafa Cueto         | 1:46:40 | Pello Osoro Gutiérrez     | 1:47:22 | [ 12 ] |
| 6º      | 2021 | Emilio Aguayo Muñoz        | 1:50:35 | Mikel Ugarte Ramos         | 1:50:52 | Ander Segurola Uli        | 1:53:00 | [ 13 ] |
| 7º      | 2022 | Pello Osoro Gutiérrez      | 3:42:57 | Roger Manya Valenzuela     | 3:46:55 | Mikel Ugarte Ramos        | 3:47:28 | [ 14 ] |
| 8º      | 2023 | Pello Osoro Gutiérrez      | 3:39:14 | Guillem Montiel            | 3:44:27 | Roger Manya Valenzuela    | 3:47:21 | 15     |
| 9º      | 2024 | Jonas Schomburg            | 3:36:56 | Pello Osoro Gutiérrez      | 3:48:33 | Mikel Múgica Bikuña       | 3:49:24 | 16     |

### Comunidades Autónomas con más podiums

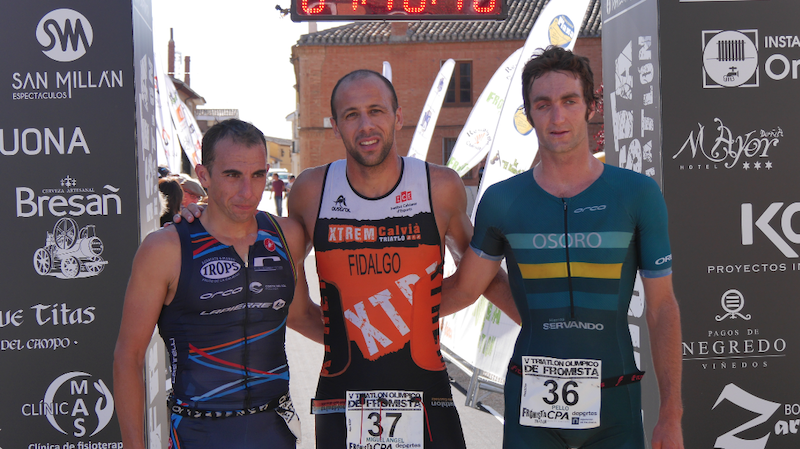
Pódium de la edición del 2019

| Comunidad Autónoma   | Podiums | 1º | 2º | 3º |
| -------------------- | ------- | -- | -- | -- |
| País Vasco           | 14      | 5  | 4  | 5  |
| Castilla y León      | 3       | 1  | 0  | 2  |
| Cataluña             | 3       | 0  | 2  | 1  |
| Comunidad Valenciana | 2       | 1  | 1  | 0  |
| Comunidad de Madrid  | 2       | 0  | 1  | 1  |
| Baleares             | 1       | 1  | 0  | 0  |
| Asturias             | 1       | 0  | 1  | 0  |

## Palmarés Femenino
| Edición | Año  | Ganadora                | Tiempo  | Segundo lugar           | Tiempo  | Tercer lugar                      | Tiempo  |
| 1°      | 2015 | Elena Diez de la Fuente | 1:13:22 | Miriam Holgado Marzo    | 1:14:40 | Esther Gómez González             | 1:16:05 |
| 2°      | 2016 | Silvia Gonzaléz Rebollo | 1:21:49 | Nieves de Antonio Antón | 1:27:48 | Cristina Mollinedo Gajate         | 1:28:48 |
| 3°      | 2017 | Aintzane Argaiz Castro  | 1:18:04 | Ángela Tejedor Velasco  | 1:21:42 | María Gómez Ijalba                | 1:22:33 |
| 4°      | 2018 | Gurutze Frades Larralde | 1:58:41 | Sara Loehr Muñoz        | 2:03:37 | Helene Alberdi Sololuze           | 2:07:15 |
| 5°      | 2019 | Gurutze Frades Larralde | 1:59:44 | Laura Gómez             | 2:05:14 | Esther Rodríguez Díez             | 2:08:50 |
| 6º      | 2021 | Sara Pérez Sala         | 1:59:13 | Judith Corachán Vaquera | 1:59:53 | Esther Rodríguez Díez             | 2:08:02 |
| 7°      | 2022 | Gurutze Frades Larralde | 4:06:26 | Helene Alberdi Sololuze | 4:11:45 | Natalia Bermúdez De Castro Angulo | 4:32:58 |
| 8º      | 2023 | Marta Sánchez Hernández | 4:05:09 | Helene Alberdi Sololuze | 4:17:34 | Cristina de la Torre Paredes      | 4:24:22 |
| 9º      | 2024 | Chloe Nicolás           | 4:21:14 | Diana Castillo Franco   | 4:21:36 | Helene Alberdi Sololuce           | 4:22:16 |

### Comunidades Autónomas con más podiums
| Comunidad Autónoma   | Podiums | 1º | 2º | 3º |
| -------------------- | ------- | -- | -- | -- |
| País Vasco           | 8       | 4  | 2  | 2  |
| Castilla y León      | 6       | 2  | 2  | 2  |
| Cataluña             | 5       | 2  | 3  | 0  |
| Baleares             | 2       | 0  | 0  | 2  |
| Comunidad Valenciana | 2       | 0  | 0  | 2  |
| Comunidad de Madrid  | 1       | 0  | 1  | 0  |
| La Rioja             | 1       | 0  | 0  | 1  |